# Édouard Gagnon
Édouard Gagnon (Port-Daniel, 15 gennaio 1918 – Montréal, 25 agosto 2007) è stato un cardinale e arcivescovo cattolico canadese, presidente del Pontificio consiglio per la famiglia.

## Biografia
Fu nominato vescovo di Saint Paul in Alberta nel 1969.
L'11 gennaio 1973 fu nominato vicepresidente della Pontificia Commissione per la Famiglia.
Fu presidente del Pontificio consiglio per la famiglia dal 7 luglio 1983 all'8 novembre 1990.
Dal 3 gennaio 1991 al marzo 2001 fu presidente del Pontificio Comitato per i Congressi Eucaristici Internazionali.
Papa Giovanni Paolo II l'innalzò alla dignità cardinalizia nel concistoro del 25 maggio 1985.
Fu patrono spirituale della Norman Academy dal 1999.
È stato uno dei cardinali che hanno celebrato la Messa tridentina dopo la riforma liturgica.
È morto nel Seminario di Saint-Sulpice a Montréal il 25 agosto 2007. Le esequie si sono tenute il 4 settembre nella cattedrale di Maria Regina del Mondo a Montréal. La salma è stata poi tumulata nella cripta del seminario maggiore di Montréal.

## Genealogia episcopale e successione apostolica
La genealogia episcopale è:
- Cardinale Scipione Rebiba
- Cardinale Giulio Antonio Santori
- Cardinale Girolamo Bernerio, O.P.
- Arcivescovo Galeazzo Sanvitale
- Cardinale Ludovico Ludovisi
- Cardinale Luigi Caetani
- Cardinale Ulderico Carpegna
- Cardinale Paluzzo Paluzzi Altieri degli Albertoni
- Papa Benedetto XIII
- Papa Benedetto XIV
- Papa Clemente XIII
- Cardinale Marcantonio Colonna
- Cardinale Giacinto Sigismondo Gerdil, B.
- Cardinale Giulio Maria della Somaglia
- Cardinale Carlo Odescalchi, S.I.
- Cardinale Costantino Patrizi Naro
- Cardinale Lucido Maria Parocchi
- Papa Pio X
- Cardinale Gaetano De Lai
- Cardinale Raffaele Carlo Rossi, O.C.D.
- Cardinale Amleto Giovanni Cicognani
- Arcivescovo Emanuele Clarizio
- Cardinale Edouard Gagnon, P.S.S.

La successione apostolica è:
- Vescovo Jean-François Arrighi (1985)

## Onorificenze

### Onorificenze straniere
{{Onorificenze
immagine=CAV.SantaBrigida.png
nome_onorificenza=Gran Collare dell'Ordine militare del Santissimo Salvatore di Santa Brigida di Svezia
|motivazione=
}}